# Феофан (Саву)
Митрополи́т Феофа́н (рум. Mitropolit Teofan, в миру Думитру Саву, рум. Dumitru Savu; 19 октября 1959) — епископ Румынской православной церкви, архиепископ Ясский, митрополит Молдавский и Буковинский.

## Биография
Родился в деревне Корби уезда Арджеш в Румынии. Закончил восьмилетнюю среднюю школу в коммуне Корби, жудеца Арджеш. С 1974 по 1979 год учился в духовной семинарии в Бухаресте. В 1979—1980 годы проходил военную службу. В 1980 году поступил в Православный богословский институт в Бухаресте, который окончил в 1984 году, защитив работу «Монашеские обеты в свете христианского совершенства». Одновременно в 1981—1984 года был певчим в храме святого Андрея в Китале, пригороде Бухареста.
В декабре 1984 года поступил послушником в Скит Красна в жудеце Прахова, где 14 июля 1985 года был пострижен в монашестве с именем Феофан. 8 сентября того же года епископом Тырговиштским Василием (Костиным) был рукоположён в сан иеродиакона. 14 сентября того же годы тем же епископом был рукоположён в сан иеромонаха.
В 1986 году поступил в Свято-Сергиевский православный богословский институт в Париже, где в 1990 году защитил диссертацию «Богочеловечество Христово и обожение человека в трудах святого Макисма Исповедника» и получил степень доктора богословия с отличием (summa cum laude). Одновременно с 1987 по 1990 год был духовником в монастыре Покрова Пресвятой Богородицы в Бюсси-ан-От во Франции.
Вернулся в Румынию, с июля 1990 по сентябрь 1991 года состоял секретарём патриаршего кабинета.
2 сентября 1991 года решением Священного Синода Румынской православной церкви был избран викарием Патриараха Румынского с титулом «Синаитский». 14 сентября 1991 года был возведён в сан архимандрита, а 15 сентября того же года был хиротонисан в епископа Синаитского, викария Патриараха Румынского.
Будучи патриаршим викарием, состоял секретарём по связям с зарубежными Церквами и международными экуменическими организациями, ответственным за отношения Румынского патриархата с румынскими общинами за границей и в рассеянии, ответственным по проблемам религиозного образования, координатором Отдела Патриархии «Церковь и Общество». До 1994 года был заведующим издательством и типографией Библейского и Миссионерского Института Румынской Православной Церкви. В 1994 году стал секретарём Священного Синода Румынской православной церкви. Отвечал за вопросы университетского и доуниверситетского богословского образования, преподавание религии в школе и обмен стипендиями с иностранными государствами. В 1997—2000 годах — патриарший представитель по координации деятельности координации деятельности факультета православного богословия Бухарестского университета и координатор англоязычного периодического издания Отдела внешних отношений «News Bulletin», в 1999—2000 годах — координатор паломнического бюро Румынской патриархии.
2 октября 2000 года избран архиепископом Крайовским, митрополитом Олтенским. 22 октября того же года состоялась его интронизация.
В этот период был председателем канонической, юридической и дисциплинарной комиссии Священного Синода Румынской православной церкви; был председателем Специальной редакционной комиссии проекта по новому статусу и функционированию Румынской православной церкви и положений о применении; состоял членом Объединённой комиссии по социальному партнёрству и ретроцессии, состоящей из представителей Римского патриархата и правительства Румынии; был сопредседатель Совместной комиссии по диалогу между Румынской и Сербской поместными православными церквами.
22 февраля пл 5 июля 2001 года был местоблюстителем Румынской архиепископии в Америке и Канаде. С 1 ноября 2003 по 25 апреля 2004 года был местоблюстителем Северинской и Стрехайской епископии.
В сентябре 2007 года, после кончины Патриарха Феоктиста, Священный Синод Румынской православной церкви избрал митрополита Феофана в качестве одного из кандидатов на патриарший престол, однако уже после первого тура выборов митрополит Феофан выбыл из голосования.
С 1 февраля по 25 марта 2008 года был местоблюстителем Слатинской епископии.
4 марта 2008 года решением Священного Синода Румынской православной церкви назначен архиепископом Ясским, митрополитом Молдавским и Буковинским. Данная кафедра является второй по значимости в Румынском патриархате после Патриаршей. 8 июня 2008 года в митрополичьем соборе города Яссы состоялась его интронизация, которую возглавил патриарх Румынский Даниил в сослужении 31 епископа и множества священников. Это событие посетили 8 тысяч паломников и гражданское руководство Румынии, в том числе президент страны Траян Бэсеску.
С 19 августа по 22 октября 2017 года был местоблюстителем Хушской епископией.